# BYU Television
La BYU Television (comunemente indicata come BYU-Tv) è un canale televisivo via cavo e satellitare statunitense nato nel gennaio del 2000, in inglese e in spagnolo, e la relativa radio annessa al canale televisivo, interamente gestito dalla Brigham Young University con sede a Provo, nello Utah. La BYU Television è il canale televisivo ufficiale mormone della Chiesa di Gesù Cristo dei Santi degli Ultimi Giorni.

## Palinsesto
La programmazione del canale BYU Television è rivolta in maniera specifica verso alunni e amici della Brigham Young University, i membri della chiesa mormone, e altri che sono interessati alle credenze e ai valori della Chiesa di Gesù Cristo dei Santi degli Ultimi Giorni e le loro varie istituzioni educative associate alla Brigham Young University tra le quali anche una importante società sportiva calcistica statunitense che milita nella United Soccer Leagues Premier Development League, quella dei BYU Cougars.
La connessione al canale televisivo BYU Television avviene attraverso cavo, satellite, e on-line sul sito web del canale. La connessione viene effettuata anche attraverso un sottocanale digitale di KBYU-TV, una stazione membro PBS a Provo, nello Utah sempre di proprietà della Brigham Young University, assicurando la copertura tra Salt Lake City e la maggior parte dello Utah. Il canale BYU Television è uno dei tanti gestito dalla divisione della Brigham Young University, tra cui BYUtv mondo globale, e a livello internazionale, focalizzata in lingua spagnola, la BYU Television International.
Il contenuto di svolta BYUtv deriva principalmente dal campus della Brigham Young University (BYU-Provo, BYU-Idaho, e BYU-Hawaii) e della Chiesa di Gesù Cristo dei Santi degli Ultimi Giorni. Contenuto aggiuntivo è fornito da produttori indipendenti e internazionali (tra cui KSL-TV). La rete alternativa secondo programma audio porta BYU Radio.

## Diffusione
La rete BYU Television è attualmente disponibile per oltre 60 milioni via cavo e DTH (direct-to-home) abbonati via satellite negli Stati Uniti. BYUtv è disponibile su cavo in Alabama, Alaska, Arizona, California, Florida, Georgia, Hawaii, Idaho, Iowa, Michigan, Missouri, Massachusetts, Montana, Nevada, Oregon, Texas, Utah, Washington, Wisconsin e Wyoming. È diffusa anche la versione in lingua spagnola della BYU Television International.
BYUtv sta lavorando per aggiungere ulteriori catene portacavi in tutti gli Stati Uniti, e nel 2007 la Charter Communications ha lanciato il canale nazionale sul loro livello digitale religioso.
BYUtv possono essere trovati attraverso lo streaming on-line fornite da Ooyala, la Dish Network e DirecTV a pagamento via satellite servizi e Free to Air tramite Galaxy 28 e 17 in DVB-S2 in formato. Nel 2011, in diretta streaming su BYUtv nonché sui programmi di richiesta sono state rese disponibili tramite il lettore iPad, iPod e Roku streaming.